# Coppa del Portogallo 2018-2019 (hockey su pista)
La Coppa del Portogallo 2018-2019 è stata la 46ª edizione della principale coppa nazionale portoghese di hockey su pista. La competizione ha avuto luogo dal 29 novembre 2018 al 2 giugno 2019 con la disputa delle final four presso il Pavilhão Dr. Salvador Machado di Oliveira de Azeméis. Il trofeo è stato conquistato dall'Oliveirense per la quarta volta nella sua storia superando in finale il Benfica.

## Risultati

### Sedicesimi di finale
| Squadra 1         | Risultato | Squadra 2        |
| ----------------- | --------- | ---------------- |
| Alenquer Benfica  | 7 - 3     | Marinhense       |
| Braga             | 3 - 6     | Sporting CP      |
| Académico Cambra  | 1 - 4     | Barcelos         |
| Candelária        | 5 - 7     | Juventude Viana  |
| EL Azeméis        | 4 - 8     | Porto            |
| Famalicense       | 5 - 8     | Riba De Ave      |
| Gulpilhares       | 0 - 10    | Parede           |
| Infante de Sagres | 4 - 5     | Fisica           |
| Lavra             | 3 - 4     | Campo de Ourique |
| Marítimo          | 2 - 3     | Valença          |
| Oeiras            | 5 - 7     | Oliveirense      |
| Paço de Arcos     | 3 - 2     | Sporting Tomar   |
| Sanjoanense       | 5 - 3     | Valongo          |
| Sesimbra          | 6 - 4     | Seveme           |
| Tigres            | 4 - 2     | Turquel          |
| Torres Novas      | 0 - 9     | Benfica          |

### Ottavi di finale
| Squadra 1        | Risultato | Squadra 2       |
| ---------------- | --------- | --------------- |
| Alenquer Benfica | 5 - 8     | Paço de Arcos   |
| Barcelos         | 3 - 4     | Riba De Ave     |
| Campo de Ourique | 2 - 13    | Benfica         |
| Fisica           | 3 - 4     | Porto           |
| Tigres           | 2 - 5     | Oliveirense     |
| Parede           | 4 - 5     | Juventude Viana |
| Sanjoanense      | 3 - 1     | Valença         |
| Sesimbra         | 4 - 12    | Sporting CP     |

### Quarti di finale
| Squadra 1   | Risultato | Squadra 2       |
| ----------- | --------- | --------------- |
| Benfica     | 7 - 4     | Juventude Viana |
| Riba De Ave | 7 - 5     | Paço de Arcos   |
| Sanjoanense | 9 - 10    | Oliveirense     |
| Sporting CP | 8 - 7     | Porto           |

### Final four

#### Semifinali
| Oliveira de Azeméis 1º giugno 2019 | Benfica | 7 – 3 | Sporting CP | Pavilhão Dr. Salvador Machado |

| Oliveira de Azeméis 1º giugno 2019 | Oliveirense | 4 – 2 | Riba De Ave | Pavilhão Dr. Salvador Machado |

#### Finale
| Oliveira de Azeméis 2 giugno 2019 | Benfica | 2 – 5 | Oliveirense | Pavilhão Dr. Salvador Machado |